# Parallels Desktop for Mac
Parallels Desktop for Mac은 패러렐즈가 인텔 프로세서 또는 애플 실리콘 프로세서가 탑재된 매킨토시 컴퓨터에 하드웨어 가상화를 제공하기 위하여 만든 소프트웨어이다.

## 지원 운영 체제

### 호스트
페러럴즈 데스크톱 5 기준으로 스노 레퍼드 (10.6)을 비롯한 맥 오에스 텐 타이거 10.4.11 이상을 사용하는 인텔 기반 맥을 요구한다.

### 게스트
페러럴즈 데스크톱 5 기준으로 다양한 32비트 및 64비트 x86 운영 체제의 지원을 포함한다.
- MS-DOS와 더불어 윈도우 7를 포함한 여러 마이크로소프트 윈도우 버전,
- 맥 오에스 텐 레퍼드 서버, 스노 레퍼드 서버, 스노 레퍼드 (10.6)
- 다양한 리눅스, 배포판, FreeBSD,
- eComStation, OS/2, 솔라리스

## 같이 보기
- 하이퍼바이저
- 가상 머신
- 가상화
- X86 가상화